# Дом В. И. Смирнова
Дом В. И. Смирнова — памятник архитектуры в историческом центре Нижнего Новгорода. Построен предположительно в конце 1890-х годов. Автор проекта не установлен.
В архитектурном плане дом был выстроен в русском стиле, подражая деревянным постройкам И. Ропета, обильно украшен пропильной резьбой по тонким доскам.
В 2017 году в ходе неудачной реставрации здание разрушилось. Существующее сегодня строение является репликой оригинального памятника.

## История
Участок под домом располагается в центральной части Нижнего Новгорода, на высоком правом берегу Оки. К 1859 году на участке, прилегавшем к выгонной земле на южной границе города, была сформирована Большая Перекрёстная улица. По линии застройки улицы располагались небольшие домовладения с деревянными домами, огородами и хозяйственными постройками. Участок будущего домовладения В. И. Смирнова фиксируется с 1875 года, когда владельцем усадьбы был Василий Иванович Попов. На территории усадьбы тогда располагались одноэтажные дом и флигель.
28 июня 1897 года усадьба перешла во владение Л. В. Дуловой и Е. В. Бочкарёвой. На территории усадьбы были зафиксированы: деревянный одноэтажный дом, деревянный двухэтажный дом, каменный двухэтажный с подвалом дом, деревянные сараи и погреб. 31 марта 1899 года усадьба Дуловой — Бочкарёвой перешла во владение нижегородского купца 2-й гильдии В. И. Смирнова, к этому времени уже имевшему два дома в собственности: № 25 по улице Ново-никольской (современное название — улица Соревнования) и № 6 по улице Старо-Никольской (современное название — улицы Чернышевского). Деревянный двухэтажный дом В. И. Смирнова скорее всего был построен после проведения Всероссийской промышленной и художественной выставки 1896 года, отразив на себе её влияние в плане архитектуры.
Василий Иванович Смирнов — нижегородский купец 2-й гильдии, происходил из крестьян Костромской губернии, был записан в нижегородское купеческое сословие 16 марта 1899 года. Известно, что купец поселился в Нижнем Новгороде не позднее 1886 года. Помимо коммерции, занимался общественной деятельностью: являлся членом «Особого комитета по сооружению в Нижнем Новгороде памятника гражданину Минину и князю Пожарскому»; в 1901—1916 годах входил в число гласных Нижегородской городской думы; являлся членом Городской управы.
В здании по улице Дальней располагалась столярно-паркетная мастерская купца, первоначально располагавшаяся в доме по улице Ново-Никольской. В 1892 году при перепланировке Похвалинского съезда большая часть территории вокруг мастерской, застроенная сушильнями для лесоматериалов, была отчуждена в пользу города. В. И. Смирнов подал в Нижегородскую городскую управу прошение о предоставлении ему взамен другого не застроенного участка. Прошение рассматривалось два года и в итоге было отвергнуто. Предположительно, вследствие отказа купцу пришлось искать новый участок под мастерскую. Приобретя домовладение № 15 по Дальней улице, В. И. Смирнов перенёс туда свою контору и столярно-паркетную мастерскую, которая являлась довольно крупным предприятием для своего времени — в 1905 году в ней насчитывалось 52 рабочих.
В 1918 году домовладение было экспроприировано советской властью. В это время в доме размещался детский сад и спортивная школа фехтования. В северной части была пристроена веранда, а в дворовой части расширена существующая. В конце 2000-х годов в здании располагалась Нижегородская областная специализированная спортивная школа олимпийского резерва по борьбе «Созвездие».
В современный период здание, находящее в собственности Нижегородской области, долгое время не ремонтировалось и пришло в аварийное состояние. Нижегородский градозащитник Анна Давыдова на встрече с Владимиром Путиным попросила обязать собственника отремонтировать здание. В 2016 году здание передали в оперативное управление Нижегородскому государственному историко-архитектурному музею заповеднику.
После этого областное правительство смогло изыскать средства на реставрацию, однако в ходе реставрационных работ 2017 года, проходивших с нарушениями, здание разрушилось. Дом был воссоздан (является репликой) оригинального памятника, с некоторыми сохранёнными элементами (шатёр, часть деревянного декора, дверь). В настоящее время в здании располагается музейная мастерская по реставрации деревянных наличников.

## Архитектура
В конце 1840-х — начале 1850-х годов в Российской империи появилось направление русского стиля, для которого была характерна пластичность деталей и живописность силуэта. Его воплощение отразилось в работах архитекторов Виктора Гартмана и Ивана Ропета. Особый интерес тогда вызывали деревянные здания с затейливой пропильной резьбой, созданные И. Ропетом и представленные на Всероссийской торгово-промышленной выставке 1896 года. Дом В. И. Смирнова был построен по следам проведённой выставки. Архитектура здания подражала работам Ропета. Характерными элементами здания были: башенка, фронтон, наличники и карниз, выполненные в технике пропильной резьбы. Дом был одноэтажный деревянный на каменном цоколе, с мансардами, обшит досками. Имел сложную объёмно-пространственную композицию.
Отдельное внимание было уделено убранству экстерьера: он был богато украшен пропильной резьбой: междуэтажным карнизом с многослойным широким резным фризом, резным карнизом под крышей, наличниками окон с орнаментом, напоминающим ставни, П-образными сандриками окон первого этажа, на которых был установлен рисунок в виде полусолнца или веера и др.